# Cratere Neison
Neison è un cratere lunare di 51,03 km situato nella parte nord-orientale della faccia visibile della Luna.